# Средний парк (Сестрорецк)
Сре́дний парк — парк в городе Сестрорецке Курортного района Санкт-Петербурга. Один из трёх парков в историческом районе Канонерка.
Парк занимает два квартала между Садовой, Ботанической и Парковой улицами. Разрезан улицей Григорьева.
Был разбит в конце XIX — начале XX века по проекту неустановленного автора. Название дано в ряду двух других парков Канонерки — Верхнего и Нижнего.
Средний парк является объектом культурного наследия регионального значения. Является зелёной зоной общего пользования.
По Среднему парку получили свои названия Парковая, Садовая и Ботаническая улицы.